# Philipp Stölzl
Philipp Stölzl (Munique, 1967) é um diretor alemão. Ele começou a dirigir videoclipes em meados da década de 1990 e dirigiu seu primeiro longa-metragem em 2002.

## Vida e carreira
Philipp Stölzl formou-se como cenógrafo e figurinista na Münchner Kammerspielen, onde se formou em 1988. Ele trabalhou nessas profissões em teatros alemães e começou a trabalhar em filmes em 1996. Ele estreou como diretor em 1998 com o videoclipe de "Du riechst so gut", da banda Rammstein. Ele continuou dirigindo vídeos para artistas como Mick Jagger, Marius Müller-Westernhagen, Madonna e o tema de James Bond da banda Garbage na música tema <i>The World Is Not Enough</i>. Ele também dirigiu comerciais.
Seu primeiro longa-metragem como diretor foi Baby, de 2002. Foi seguido por North Face (2008), Young Goethe in Love (2010), Erased (2012) e The Physician (2013). O trabalho de Stölzl para o palco da ópera inclui uma produção de Fausto de Charles Gounod em 2008 e Il trovatore de Giuseppe Verdi em 2013.

## Obras selecionadas

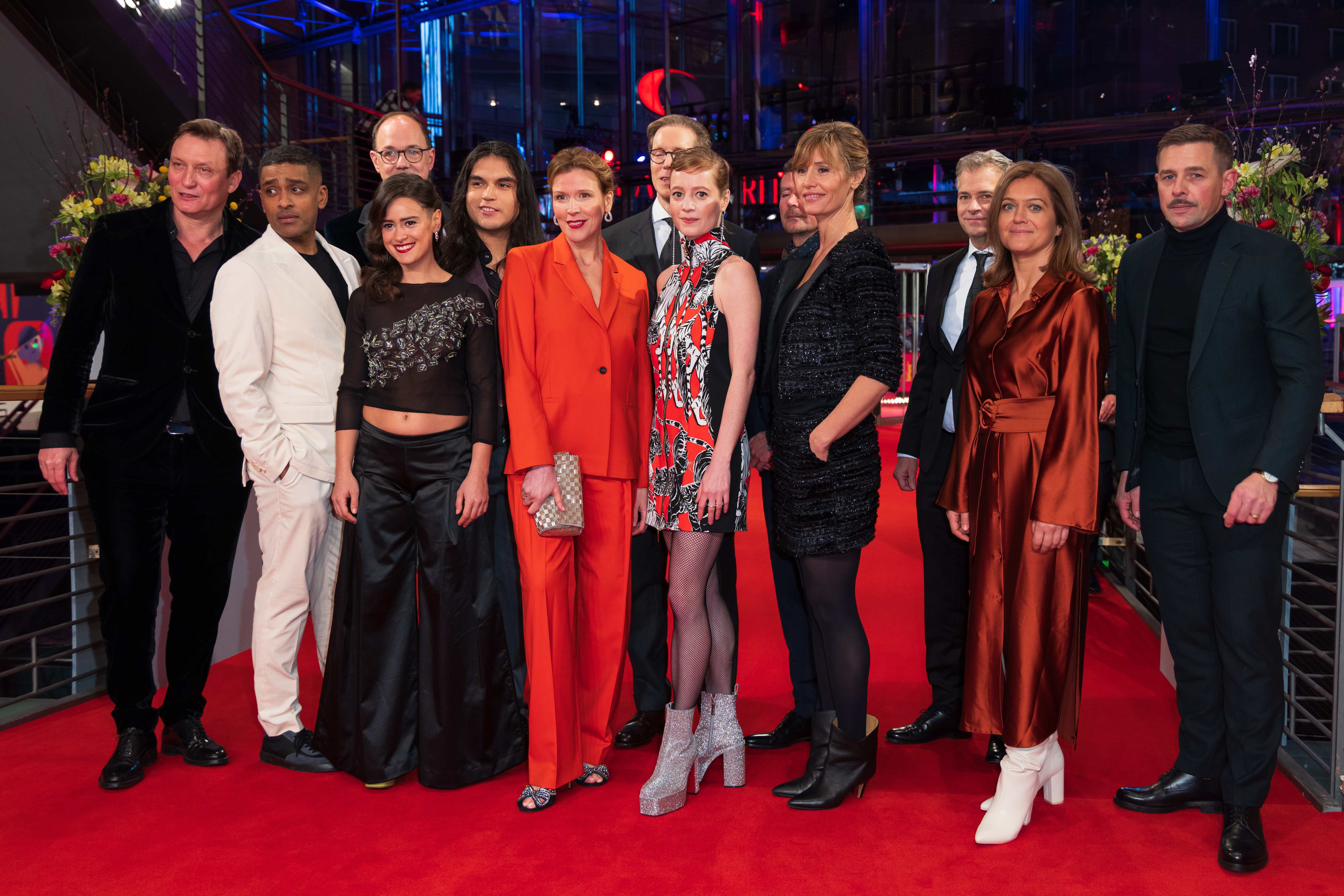
Philipp Stölzl e elenco apresentando a minissérie Der Schwarm no tapete vermelho da Berlinale 2023.

### Filmes dirigidos
- 1999: Morituri Te Salutant (curta-metragem)
- 2002: Baby
- 2008: North Face (Nordwand)
- 2010: Young Goethe in Love (Goethe!)
- 2012: Erased
- 2013: The Physician (Der Medicus)
- 2016: Winnetou (minissérie de televisão)
- 2019: Ich war noch niemals in New York
- 2021: Chess Story (Schachnovelle).[3]

### Série de TV dirigida
- 2023: The Swarm, adaptado do romance homônimo de Frank Schätzing, codirigido com Barbara Eder e Luke Watson.

### Óperas dirigidas
- 2005: Der Freischütz : Südthüringisches Staatstheater
- 2006: Rubens und das Nicht-Euklidische Weib : Ruhrtriennale
- 2007: Benvenuto Cellini : Salzburger Festspiele
- 2008: Fausto : Teatro Basel
- 2009: Der fliegende Holländer : Theatre Basel, mais tarde também no Teatro Liceo de Barcelona
- 2010: Rienzi : Ópera Alemã de Berlim
- 2010: Die Fledermaus : Staatsoper Stuttgart
- 2011: Orfeu no Unterwelt : Staatsoper Berlim
- 2012: Parsifal : Ópera Alemã de Berlim
- 2013: Il trovatore : Teatro an der Wien
- 2013: Il trovatore : Staatsoper Berlim
- 2015: Cavalleria rusticana e Pagliacci : Osterfestspiele Salzburgo
- 2018: Frankenstein : Ópera Estatal de Hamburgo em Kampnagel (estreia mundial)
- 2019: Rigoletto : Bregenzer Festspiele

### Peças dirigidas
- 2014: Frankenstein : Teatro Basel

### Videoclipes dirigidos
- 1997: "Stripsearch": Faith No More
- 1997: "I'm Leavin' U": Bootsy Collins
- 1997: "Du hast": Rammstein
- 1997: "Engel": Rammstein
- 1997: "Das Modell": Rammstein
- 1998: "Stripped": Rammstein
- 1998: "Du riechst so gut": Rammstein
- 1998: "Pretty When You Cry": VAST
- 1998: "Un giorno disumano": Gianna Nannini
- 1998: "Ich bin wieder hier": Marius Müller-Westernhagen
- 1998: "Die Flut": Joachim Witt
- 1998: "Un... ich lauf": Joachim Witt
- 1999: "The World Is Not Enough": Garbage
- 1999: "Easy": Velvet Belly
- 2000: "Supermann": Marius Müller-Westernhagen
- 2000: "Nimm mich mit 2000": Marius Müller-Westernhagen
- 2000: "American Pie": Madonna
- 2000: "Minor Earth Major Sky": A-ha
- 2001: "Rock'n'Roll-Übermensch": Die Ärzte
- 2003: "Bring Me to Life": Evanescence apresentando Paul McCoy
- 2003: "Going Under": Evanescence
- 2003: "Il Canto": Luciano Pavarotti
- 2004: "Ich bin die Sehnsucht in dir": Die Toten Hosen
- 2004: "In the Shadows": The Rasmus
- 2004: "Everybody's Fool": Evanescence
- 2004: "Sick and Tired": Anastacia
- 2004: "Old Habits Die Hard": Mick Jagger
- 2005: "Eins": Marius Müller-Westernhagen
- 2005: "Heavy on My Heart": Anastacia
- 2008: "Strom": Die Toten Hosen